# کلیک (نوشهر)
کلیک، روستایی است از توابع بخش کجور شهرستان نوشهر در استان مازندران ایران.

## جمعیت
این روستا در دهستان توابع کجور قرار دارد و براساس سرشماری مرکز آمار ایران در سال ۱۳۸۵، جمعیت آن ۱۴۹ نفر (۳۱خانوار) بوده‌است. مردم کلیک از قومیت طبری هستند. مردم کلیک به زبان طبری و گویش کجوری سخن می‌گویند.